# Vidnyána
A vidzsnyána (szanszkrit; Dévanágari: विज्ञान) vagy vinnyána (páli; Dévanágari: विञ्ञाण) kifejezés magyar megfelelője ""tudat", "tudatosság", "megkülönböztető tudatosság".
A páli kánon részét képező Szutta-pitaka első négy nikájájában a vidzsnyána két másik fogalom (maná és csitta) mellett jelenik meg és a tudatra utal. Mindhárom általános értelemben jelöli a tudatot,  de előfordul, hogy a mentális folyamat egészére utalnak.

## Buddhizmus
A szócikknek ez a szakasza elsősorban a páli irodalom korai buddhista időszakából és a buddhista iskoláknak irodalmi szövegeiből vett meghatározásokra szorítkozik.

### Páli irodalom
Az egész páli irodalomban vinnyána a mentális erőre használt néhány szinonima egyike, amely nélkül a fizikális test élettelen.
Viszont számos páli szövegben a kifejezést szövegkörnyezettől függően pontosabban meghatározott terminológiaként használják. Főleg a beszédek kosarában (Szutta-pitaka) három, egymáshoz kötődő értelemben használják:

(1) az észlelési tartomány (ájatana) kiindulópontja, a "minden" tapasztalásának része (szabba);
(2) a ragaszkodás öt aggregátuma (Szkandha) közül az egyik;
(3) A függő keletkezés (paticcsaszamuppáda) okozati láncszemei) közül az egyik.
Az Abhidhamma-pitaka és a poszt-kanonikus magyarázószövegek 89 fajta vidzsnyánát különböztetnek meg a karmikus következményüktől függően.

#### Az észlelési tartomány alapja
A buddhizmusban a hat észlelési tartomány (páli, szanszkrit: sadájatana) az öt fizikai érzékszervet (mint receptív mezőt) (szem, fül, orr, nyelv, test) és a tudat, valamint az azokkal kapcsolatba hozható tárgyak (vizuális formák, hangok, szagok, ízek, érinthető és mentális tárgyak). A hat észlelési tartományból kiindul néhány mentális tényező - ezek a hatféle tudat vagy tudatosság. (vinnyána-kájá). Az elemzés alapján, a hatféle tudat a szem-tudat (azaz a látás alapján keletkező tudat), fül-tudat, orr—tudat, nyelv-tudat, test-tudat, elme-tudat.
Ebben az értelmezésben például amikor a fül észlelési tartománya és egy hang egyszerre jelen van, akkor fellép az ezzel kapcsolatos tudat. Ezek együttállása (dhátu) – során jön létre a "kapcsolódás", amely azután kellemes, kellemetlen vagy semleges "érzés" megjelenéséhez vezet(het). Ilyen érzésekből alakul ki a "sóvárgás".
"A minden" című beszédben (Szabba-szutta, SN 35.23)  Buddha azt mondja, hogy a hat érzékszerven kívül nincs más.

#### Az aggregátumok
A buddhizmusban a tudat (viññāṇa) az egyik "aggregátum" (páli: khandha; szanszkrit: szkandha), azaz csoportosulás. A többi négy aggregátum az anyagi forma (rúpa), az érzés (vedaná), az észlelés (szannyá) és a szándékos késztetések (szankhára).
A SN 22.79 egyik beszédében Buddha a következőképpen jellemzi a tudatot: 
Szerzetesek, miért mondjátok felfogásnak (szandnyá)? Mert felfog, ezért mondják felfogásnak. És mit fog fel? Kéket, sárgát, pirosat, fehéret...
Szerzetesek, miért mondjátok meghatározottságoknak (szanszkárák)? Mert meghatározottá tesznek, ezért mondják
meghatározottságoknak. És mit tesznek meghatározottá? A formát, hogy az „forma” legyen
Szerzetesek, miért mondjátok tudatnak (vidnyána)? Mert tud, az érzetet, hogy az „érzet” legyen, az észlelést, hogy az „észlelés” legyen, a tudatot, hogy az „tudat” legyen..., ezért mondják tudatnak. És mit tud? Hogy savanyú
, keserű, csípős, édes, fanyar, nem fanyar, sós, sótlan...
Mind az öt aggregátum alapvető természete az üresség, azaz okok (hetu) és kondíciók (paticcsa) függvényében keletkeznek és múlnak el. Ebben az értelmezésben a tudat keletkezésének oka az egyik aggregátum keletkezése (fizikális vagy mentális) és ugyanígy, a tudat keletkezése által keletkezik egy vagy több mentális aggregátum. Így az aggregátum modell által beazonosított okozati lánc megegyezik a függő keletkezésben szereplő függőségi láncolat modelljének.

#### Függő keletkezés
| Tévelygés       |
| ↓               |
| Késztetések     |
| ↓               |
| Tudatosság      |
| ↓               |
| Név és forma    |
| ↓               |
| Hat érzékszerv  |
| ↓               |
| Kapcsolódás     |
| ↓               |
| Érzés           |
| ↓               |
| Sóvárgás        |
| ↓               |
| Ragaszkodás     |
| ↓               |
| Létesülés       |
| ↓               |
| Születés        |
| ↓               |
| Öregkor / halál |
|                 |

A tudat (viññāṇa) a függő keletkezésben szereplő tizenkét nidána közül a harmadik.  A függő keletkezés értelmezésében a különböző kanonikus beszédek másféle tudatot különböztetnek meg.  Hagyományosan a következő értelmezésekben szerepel a vidzsnyána kifejezés:
- mentális késztetések által kondicionált tudat (szankhára);
- egymástól függő tudat és tudat-test (námarúpa)
- életerőként működő tudat, amely átvisz az újjászületések során.

Az avidjá a függő keletkezés tizenkét oksági láncolatában az első — a sorozat a karmikus folyamatot ábrázolja, amely az érző lényeket a szamszárában tartja (létforgatag).
Ácsán Szucsitto magyarázata szerint a függő keletkezés folyamata a tévelygéssel kezdődik (avidjá), amelyet a buddhista ikonográfiában vak vagy bekötött szemű emberként ábrázolnak. Ez a szenvedéshez (dukkha) vezető buszút sofőrje. Az emberek olykor pejoratív értelemben veszik a tévelygést, holott az egyszerűen az ismeret hiánya - a négy nemes igazság tudásának hiánya. Amíg a tévelygés állapota fennáll, addig a tudat folyton keresi a kielégítő állapotot és amikor ezt nem találja, akkor csalódik. A zsák csilit falatozó emberhez szokás hasonlítani, akitől amikor megkérdezik, hogy miért teszi, azt feleli, hogy keresi köztük az édeset. Ez a tévelygés.
A théraváda Abhidharma részét képező Patthána elemzi a tudat különböző állapotait és azok szerepét. A tudatállapotokat pozitív, negatív és semleges állapotokra osztották fel a karma szempontjából. Összesen 89-féle tudatot különböztetnek meg, amelyből 54 tartozik az érzéki világok létsíkjába,  15 a "finom anyagok", 12 az "anyag-nélküli" létsíkba és nyolc természetfeletti (nirvánával kapcsolatos).
Egészen pontosan egy vidzsnyána a koncepcionális tudat egy momentuma, és az általános mentális aktivitásunkat vidzsnyánák folyamatos láncolata alkotja.